# Dorothy Gish

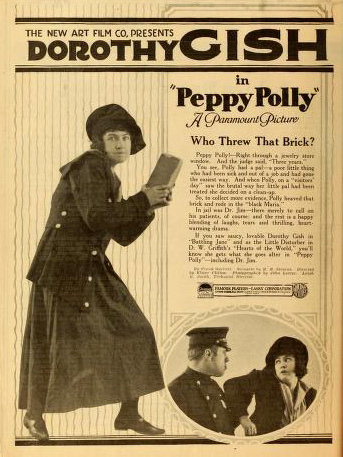
Peppy Polly (1919)

Dorothy Gish (n. 11 martie 1898, Dayton, Ohio, SUA – d. 4 iunie 1968, Rapallo, Liguria, Italia) a fost o actriță americană din era filmului mut. Este cea de a doua fiică (după Lillian Gish) a actriței americane Mary Gish.

## Copilărie
Dorothy Gish s-a născut în orașul Dayton din statul american Ohio. Atât ea cât și sora ei Lillian au fost în grija mamei lor, Mary Robinson McConnell Gish după ce tatăl lor, James Leigh Gish le-a părăsit. Surorile Gish au fost îndrumate de mama lor, actriță fiind, să urmeze calea actoriei, jucând deseori în piese de teatru. În anul 1912 prietena din copilărie, vedeta Mary Pickford, le-a recomandat regizorului D. W. Griffith și astfel surorile Gish au început să joace pentru Biograph Studios.

## Carieră
Dorothy Gish a debutat alături de Lilian în filmul An Unseen Enemy (Un dușman nevăzut) în regia lui D.W. Griffith. În 1914 apare în filmul de succes Judith of Bethulia alături de Blanche Sweet. 
În anul 1918, Dorothy a jucat în filmul Hearts of the World (Inimile lumii), un film despre Primul Război Mondial și despre distrugerea Franței. Mai târziu Dorothy va interpreta din nou rolul unei fete franceze în filmul Orphans of the Storm. 
Our Hearts Were Young and Gay a fost un film de un real succes pentru Dorothy și în egală măsură pentru studiourile Paramount.

## Viață personală
Dorothy Gish a fost căsătorită cu actorul canadian James Rennie, pe care la întâlnit la filmările filmului "Remodeling Her Husband" (1920). În 1935 cei doi au divorțat.
În 1968, Dorothy a murit în urma unei pneumonii la vârsta de 70 de ani. Pentru întreaga activitate în cinstea filmului, Dorothy Gish a primit o stea pe Hollywood Walk of Fame (Aleea Cebrităților din Hollywood).

## Filmografie
- Gretchen the Greenhorn (1916)
- Hearts of the World (1918)
- Battling Jane (1918)
- Remodeling Her Husband (1920)
- Orphans of the Storm (1921)
- Fury (1923)
- The Bright Shawl (1923)
- Clothes Make the Pirat (1925)
- London (1926)
- Nell Gwyn (1926)
- Madame Pompadour (1927)
- Tip Toes (1927)
- Centennial Summer (1946)

## Galerie

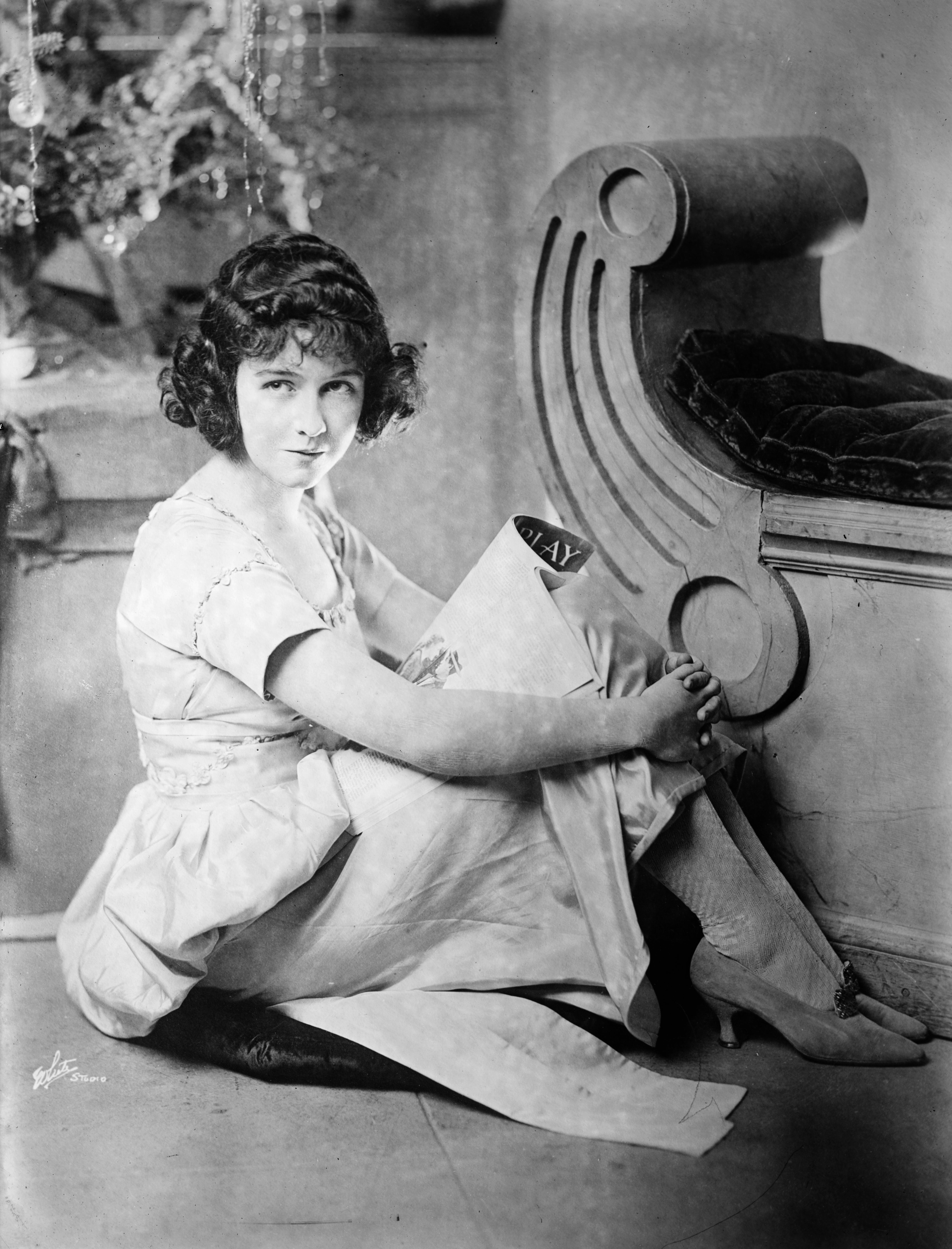
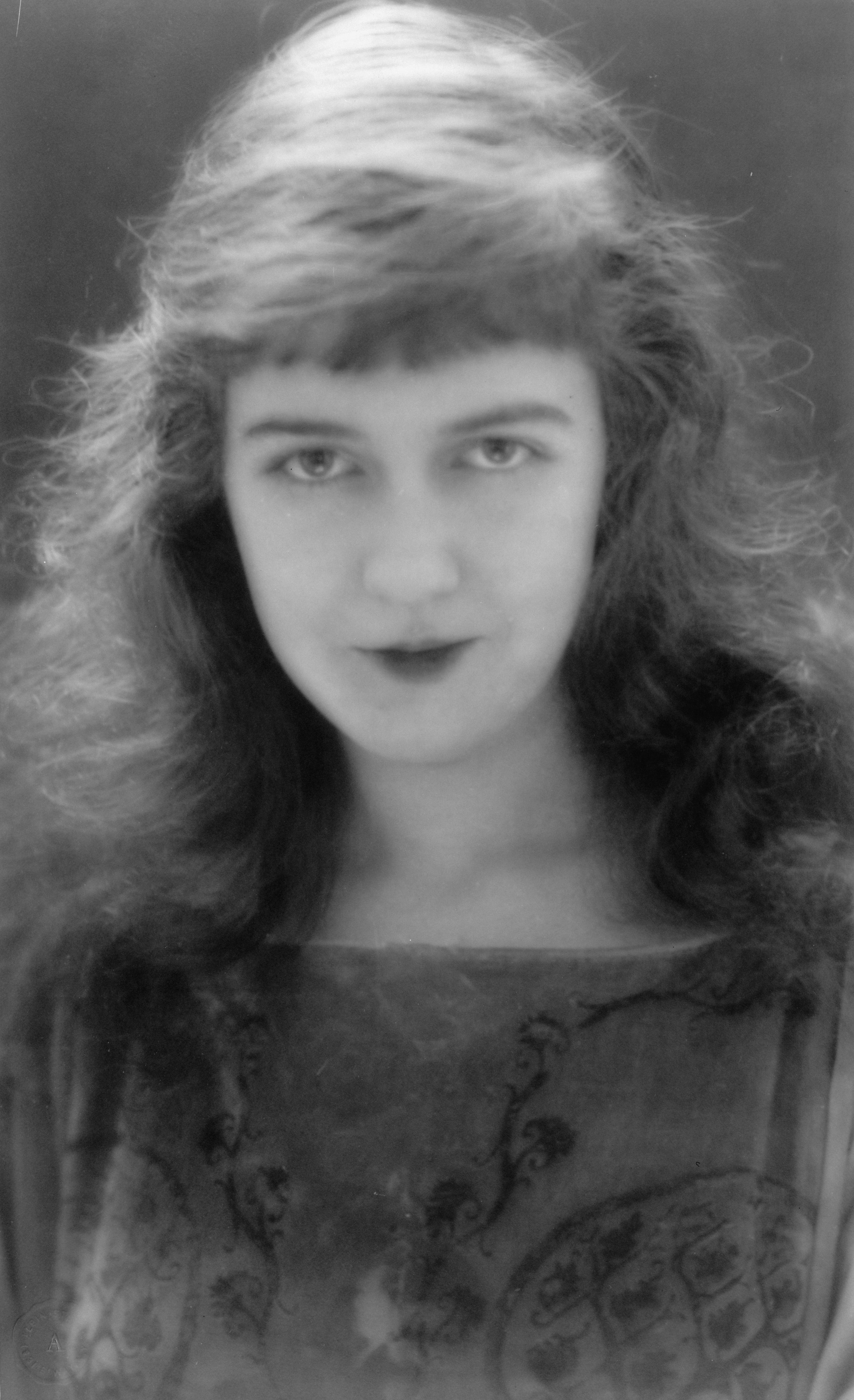
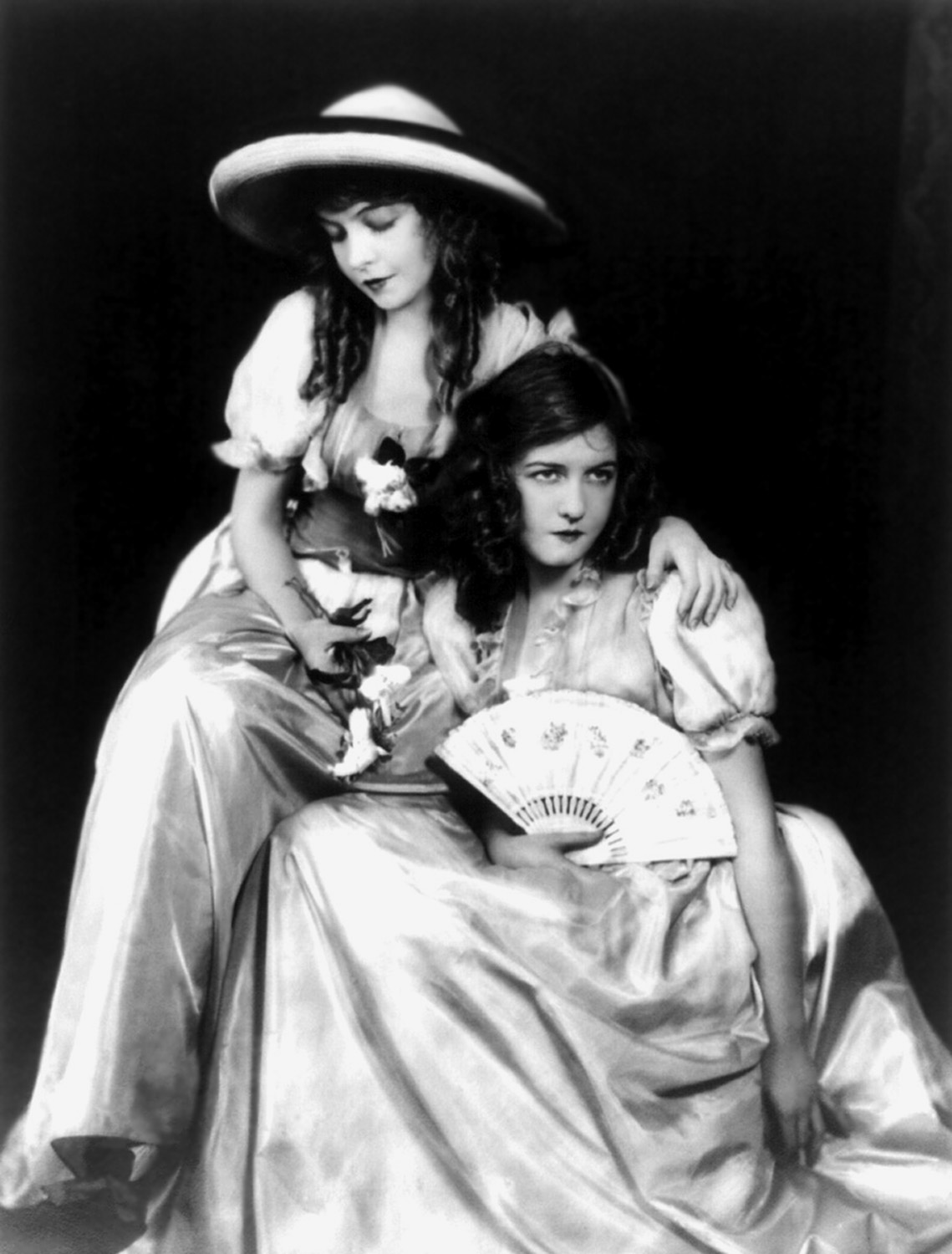
Lilian și Dorothy Gish